# Place à l'art contemporain !
Une version de cet article provient du dossier de presse de France 5, après accord de son auteur pour une diffusion sous GFDL
Place à l'art contemporain ! est une série de six films documentaires consacrés à l'art contemporain, conçue et écrite par Jacques Bouzerand et réalisée par Thierry Spitzer. Cette série, produite par Futur TV, (directeur Guy Job), a été diffusée de 2003 à 2005, sur France 5, canaux hertzien et numérique. La diffusion de cette série dans le cadre scolaire est "libre de droits" et autorisée. 

## Présentation
Cette série documentaire dresse un état des lieux de l'art contemporain en France au début des années 2000. Contrairement à ses voisins, la France affiche un certain retard en matière d'initiation et de sensibilisation du grand public à l'art contemporain, un domaine encore réservé aux aficionados. Fort de ce constat, Jacques Bouzerand et Thierry Spitzer ont voulu « ouvrir une fenêtre sur l'art contemporain » afin de le rendre accessible à un public plus large. Que disent et que veulent dire les artistes aujourd'hui ? Où sont leurs sources, leurs inspirateurs ? Qui s'intéresse à ce qu'ils font ? Comment la société réagit-elle à leur production ? Comment le marché de l'art prend-il en compte cette création ? Après des mois de recherche et des heures de tournage dans les lieux où se fait l'art aujourd'hui, Jacques Bouzerand et Thierry Spitzer présentent une   enquête sur les artistes, les lieux, les matériaux, ceux qui font l'art, ceux qui le vendent, l'achètent, le collectionnent. Une centaine d'artistes ont été mobilisés, sans compter les collectionneurs, les marchands d'art, les galeristes, les directeurs de musée etc.
La série compte six volets de 52 minutes qui se complètent et évoquent à chaque fois de larges formes d'expression. Les six thèmes présentés sont : la notion de contemporain, les techniques, les collectionneurs, l'argent, la mise en scène de l'art contemporain et la formation à ce dernier. 
Cette série se veut vivante, dynamique, accessible. Les principaux intéressés expliquent, racontent leur démarche, décrivent leur travail. La série veut tordre le cou à quelques idées reçues sur la création contemporaine. « Non, il ne faut pas avoir peur de l'art contemporain », disent les auteurs, qui se sont fixé comme but de réaliser « une série pour comprendre l'art aujourd'hui ».  

### Vous avez dit contemporain...
Qu'est-ce que l'art contemporain ? Ce premier volet convoque le public, les artistes, les historiens de l'art, les galeristes, les marchands, les critiques autour de cette vaste question. Les Colonnes de Buren, une fontaine de Niki de Saint Phalle, des magasins de mode ou des spectacles musicaux, ces œuvres contemporaines croisées dans la vie quotidienne face aux visiteurs ou aux passants : une rencontre, parfois difficile, qui n'est pas sans susciter quelques questions. Il en ressort une large méconnaissance de l'art contemporain par le grand public qui pourtant montre une grande ouverture. Mais les artistes contemporains ont souvent  été mal perçus, incompris par leur époque. Hier ce furent les Impressionnistes, les cubistes, Picasso... Dans les années 1960, c'est Klein qui fait scandale. Arrivent les années 1970 et les nouveaux réalistes : César et Arman. Plus récemment, dans les années 1980, Daniel Buren provoque une polémique avec le projet d'installation de ses Colonnes dans les jardins du Palais-Royal. Aujourd'hui comme hier, les transgressions choquent. Ben, artiste à la fois très pointu et très populaire, éclaire cette recherche du nouveau à tout prix. Pierre Soulages, Claude Lévêque, Robert Combas, Jean-Marc Bustamante, Arman, Ange Leccia, Daniel Buren, Carole Benzaken et d'autres artistes montrent leur travail en expliquant ses origines, sa filiation, et le sens qu'ils lui donnent. Cet opus propose donc une réflexion sur ce que sont les artistes contemporains. Elle veut mettre en évidence la richesse de sens et d'émotion de l'art d'aujourd'hui.

### Du crayon à la puce
Peinture, sculpture, photographie, vidéo... Panorama des médias, des supports utilisés par les artistes aujourd'hui. Des matériaux qui ont leur propre signification. La sculpture pour Bernar Venet et Alain Kirili ; la peinture chez Claude Viallat,  Jacques Monory, Vincent Corpet ou Fabrice Hybert. De l'abstrait au figuratif, ces deux disciplines ouvrent le champ à toutes les expressions. De l'œuvre qui est tout entière dans la puce ou la mémoire d'un ordinateur (Miguel Chevalier et Catherine Ikam), à l'œuvre gigantesque qui s'expose au public dans les rues, c'est l'espace ici qui prend toute son importance. Les installations de Jeanne Susplugas et Daniel Buren sont, quant à elles, une forme extensive de la sculpture qui prend en compte l'espace. La photographie peut reproduire la réalité ou s'en éloigner au maximum. Exemples avec Jean-Luc Moulène, Patrick Tosani, Valérie Jouve et Marc Le Mené. Le développement de la vidéo ouvre de nouveaux horizons pour Rebecca Bournigault, Ange Leccia, Pierrick Sorin et Valérie Ruiz. Le « cyber art », la forme la plus récente, offre de nouveaux modes d'expression.

### Passions privées
Immersion dans l'univers des collectionneurs privés, ceux qui cherchent sans relâche, regardent, achètent, accumulent pour assouvir une passion. Il ne s'agit donc plus de simple décoration. Ce troisième volet explore les motivations de ces passionnés. Celles-ci relèvent le plus souvent d'une attraction émotive, du goût et de l'intérêt pour l'art. Collectionneurs classiques, pour la décoration, collectionneurs plus orientés sur la création d'avant-garde, le minimalisme ou l'art conceptuel, ils présentent les œuvres qu'ils ont choisi d'acheter et les raisons pour lesquelles ils s'y sont attachés. Les galeristes de Paris et de province parlent des collectionneurs. Ce qu'ils veulent, qui ils sont... Il existe différents moyens d'exprimer sa passion : le mécénat, les fondations (Fondation Cartier, Fondation Guerlain, Fondation Salomon, Yvon Lambert...) ou encore les Sociétés des Amis de telle ou telle institution... Et de sa naissance dans l'atelier jusqu'au domicile de l'acheteur, via la galerie ou la salle de ventes, suivons le circuit d'une œuvre d'art.

### L'argent de l'art
Par l'intermédiaire de témoignages de galeristes, de commissaires-priseurs, de critiques ou de la visite de manifestations telles que la  Fiac, se dévoilent les rapports complexes entre l'art et l'argent, les réalités du marché de l'art et de la spéculation. Il ne faut pas s'offusquer des liens qui unissent ces deux domaines que tout semble opposer. Quelles sont les variations possibles ? Comment les crises du marché de l'art interviennent-elles ? Qui fait la cote d'un artiste ? Combien vaut une œuvre d'art ? Comment l'État et les institutions contribuent-ils à l'établissement de la cote ? La commande publique fait-elle de l'artiste un salarié ? Quel est aujourd'hui le rôle des galeries : galeristes, marchands et producteurs ? On découvre ainsi les mécanismes et les lois de ce marché pas comme les autres. L'argent, c'est aussi celui des artistes : comment vivent et créent les jeunes artistes hors circuits, comme ceux des squats d'artistes et autres lieux  alternatifs ? Cet épisode prend également en compte "l'autre marché d'autres collectionneurs", celui d'artistes qui ont leur public mais ne sont pas considérés comme "contemporains" par les circuits dominant du  "monde de l'art". L'aspect international de la vente et l'achat d'art  est également abordé. Que représente la France dans ce marché mondial ?

### L'art en ses murs
S'il y a un public à satisfaire, il y a aussi des artistes à montrer. C'est cette rencontre de points de vue qui se joue dans une exposition. Pour comprendre comment peut s'opérer cette dernière, cet opus propose une visite des lieux où s'expose l'art contemporain : les musées, lesles Fonds régionaux d'art contemporain (Frac), les artothèques, etc. Du musée traditionnel consacré à l'art contemporain   à Paris, le Centre Pompidou, le Musée d'art moderne de la ville de Paris ; dans les régions, Les Abattoirs à Toulouse, le Carré d'art de Nîmes, aux centres d'art des années 2000 de Paris (Palais de Tokyo) ou d'ailleurs (Vassivières, Sète, Sérignan, Cajarc...) : comment l'art est-il mis en scène par les institutions ? On découvre aussi la promotion des artistes par le ministère des Affaires étrangères (AFAA), ou encore cet îlot de la France à l'étranger qu'est la villa Médicis... Découverte donc des rouages d'une machine au service des artistes, de tout l'univers qui se cache derrière une exposition. Mais l'art contemporain est partout : dans les lieux publics, les entreprises, le métro. Il investit le patrimoine comme le vitrail contemporain. On retrouve Soulages à Conques, Viallat à Aigues-Mortes. Dans la ville, il y a le "in" officiel et le "off" moins établi. Le "street art" par exemple.

### Apprendre à aimer
L'art et son apprentissage, voici le dernier sujet abordé par la série. L'apprentissage du grand public : comment l'art est-il mis à sa portée ? Y a-t-il un travail pédagogique fait par les musées et est-il suffisant ? Comment l'institution scolaire sensibilise-t-elle les plus jeunes à l'univers de l'art ? Comment l'art est-il enseigné à l'école ? L'expérience artistique peut-elle avoir un rôle social ? Ce dernier volet montre aussi comment, à travers des structures décentralisées comme cette artothèque du Limousin ou l'action volontariste de certaines municipalités (Serignan), l'art contemporain va à la rencontre du public. La formation des artistes est l'autre facette de cette question du passage des relais. La caméra se rend sur les lieux d'enseignement, les remet en question, les interroge : quelle est la portée des écoles d'art établies, comme les Beaux-Arts ? Et qu'en est-il de l'enseignement "post-graduate" avec le Pavillon du Palais de Tokyo ? Existent aussi les résidences d'artistes. En quoi consistent-elles ? Quelle est la pratique des artistes-professeurs comme Bustamante ou Claude Viallat ? À quoi servent encore les grands établissements classiques de la France à l'étranger comme la villa Médicis ?

## Les auteurs

### Jacques Bouzerand
Depuis son plus jeune âge, l'auteur nourrit une véritable passion pour l'art contemporain. À 16 ans, il écrit son premier article et, à 17 ans, le sculpteur Ossip Zadkine répond à sa première interview. Le début d'une longue carrière de journaliste, qui le ramènera souvent à l'art contemporain. Ce docteur en sociologie, par ailleurs licencié en lettres modernes, intègre Le Point en 1972. Il y occupera différents postes dont, de 1988 à 1992, celui de rédacteur en chef adjoint chargé du service culture. L'occasion de publier de nombreux articles sur les arts, les expositions, et des interviews : Soulages, Lichtenstein, Ryman, César, Combas, Venet... De 1988 à 1990, il est chargé de la chronique arts au mensuel Femmes, puis à Parcours, de 1990 à 1996. Entre-temps, en 1994, il participe à la création de La Cinquième dont il sera le directeur de la communication jusqu'en 2001. En 1999, il est responsable du secteur "art contemporain" dans le cahier de tendances NBT Report. Depuis 1997, il assume pour le Figaro Patrimoine une rubrique mensuelle consacrée au marché de l'art; et collabore à La Lettre de l'Expansion. En outre, il écrit des  préfaces et des notices pour les catalogues d'exposition de nombreux artistes. Il a écrit en 2006 pour les éditions À propos / Michalon, un livre sur l'artiste Yves Klein, (1928-1962),  intitulé : Yves Klein, au-delà du bleu.  En 2008, il a contribué au livre sur Rotraut; en 2010, au livre sur Daniel Humair.

### Thierry Spitzer
Formé entre Paris et New York, Thierry Spitzer est un réalisateur aux multiples facettes. Il œuvre dans les documentaires, les vidéos, la publicité. Il nourrit lui aussi depuis longtemps une passion pour l'art contemporain. Pour preuve, ses nombreux documentaires sur des artistes contemporains tels que Pierre Soulages : Regards, récompensé par le prix du meilleur essai et le prix de la meilleure vie d'artistes au Festival international du film d'art à Montréal et à Paris en 1996, Pierre Soulages, Noir/Lumière : une exposition..., Bernar Venet : Lignes, Bernar Venet : Droites et Accidents, Bernar Venet : Équations Majeures. Et d'autres comme Richard Serra : Works come out of work, Pierrette Bloch : Boucles, Magdalena Abakanowicz : Intérieurs Extérieurs, Daniel Pommereulle : Pas vu, pas pris, Le Ciseau et le Maillet : Ossip Zadkine. Il a tourné récemment deux documentaires : Giuseppe Penone et François Morellet : Intégrations.